# Danjo no Yūjō wa Seiritsu Suru? (Iya, Shinai!!)
Danjo no Yūjō wa Seiritsu Suru? (Iya, Shinai!!) (jap. 男女の友情は成立する？（いや、しないっ!!）) ist eine japanische Light-Novel-Reihe von Nana Nanana mit Illustrationen von Parum, die seit 2021 erscheint. Sie wurde als Manga und Anime-Fernsehserie umgesetzt, letztere erschien international als Can a Boy-Girl Friendship Survive?.

## Inhalt
Seit der Mittelschule liebt es Yū Natsume aus Blumen Schmuck zu basteln. Doch traut er sich nicht, dieses Hobby mit anderen zu teilen und seine Eltern wollen ihn nur unterstützen, wenn seine Produkte auch verkauft. Da hilft ihm seine Mitschülerin Himari Inuzuka und seither sind sie eng befreundet. Nun in der Oberschule betreiben sie gemeinsam einen Handel mit Yūs Schmuck, auch wenn er seine Leidenschaft noch immer vor seinen anderen Mitschülern verbirgt. Aber auch Himaris erwachsener Bruder Hibari Inuzuka unterstützt ihn nach Kräften und drängt ihn, mit Himari zusammenzukommen und zu heiraten. Die beiden haben sich zwar ausgemacht, zu heiraten, wenn sie bis 30 keine anderen Partner gefunden haben, wollen ihre Beziehung aber bis dahin als enge Freundschaft weiterführen. Dann kommt die schüchterne, gutaussehende Rion Enomoto hinzu, die sich als Yūs erste Liebe entpuppt – und die noch immer in ihn verliebt ist und um ihn wirbt. Shinji Makishima, der Ex von Himari, der ständig eine neue oder mehrere Freundinnen hat, unterstützt Rion noch dabei. Das Verhältnis der beiden besten Freunde wird dabei auf die Probe gestellt und durcheinander gebracht. Himari sagt zwar, auch sie würde Rion unterstützen, doch insgeheim ist sie eifersüchtig. Und Yū hat wenig Gefühle für Rion und will vor allem Himari nicht verlieren. Beide müssen sich ihrer Gefühle bewusst werden und zu einem neuen Verhältnis zueinander finden. Währenddessen wird Yūs Schmuck bekannter und auch seine „Identität“ als Schmuckhersteller bekannter, was zwar neue Kunden, aber auch neue Belastungen für die Freunde bringt.

## Veröffentlichungen
Die Light Novel erscheint seit Januar 2021 beim Verlag Kadokawa Shoten. Bisher kamen elf Bände heraus. Beim gleichen Verlag startete im August 2021 im Magazin Comic Dengeki Daiō
eine Umsetzung als Manga, geschrieben und gezeichnet von Kamelie. Eine Sammelausgabe umfasst bisher fünf Bände.
Beim Studio J.C.Staff entstand eine Adaption der Light Novel als Anime-Fernsehserie. Diese wurde im August 2022 erstmals angekündigt. Regie führte Yōhei Suzuki und die Drehbücher schrieb Nozu Yaemori. Das Charakterdesign entwarf Natsuki Ōyama und die künstlerische Leitung lag bei Sakura Murakami. Die Computeranimationen leitete Mayu Yokokawa, für die Kameraführung war Yoshihiro Tōgō verantwortlich und Jin Aketagawa führte Tonregie. Die zwölf Folgen mit je 23 Minuten Laufzeit wurden vom 4. April bis 20. Juni 2025 von den Sendern Tokyo MX, BS Asahi, Kansai TV, TV Miyazaki und AT-X in Japan ausgestrahlt. Parallel dazu erfolgte eine internationale Veröffentlichung per Streaming auf der Plattform Crunchyroll, unter anderem mit deutschen und englischen Untertiteln.

### Synchronisation
| Rolle            | japanische Stimme (Seiyū) |
| ---------------- | ------------------------- |
| Yū Natsume       | Kikunosuke Toya           |
| Himari Inuzuka   | Sayumi Suzushiro          |
| Rion Enomoto     | Yuka Nukui                |
| Hibari Inuzuka   | Masaaki Mizunaka          |
| Shinji Makishima | Kō Bonkobara              |
| Sakura Natsume   | Hisako Kanemoto           |

### Musik
Die Musik der Serie wurde komponiert von Jun Ichikawa. Das Vorspannlied ist Shitsumon, Koitte Nandeshō ka? von HoneyWorks feat. HaKoniwalily und der Abspann ist unterlegt mit Dear my Soleil von Hina Tachibana.